# Call Me Tonight
Call Me Tonight (コール・ミー・トゥナイト?, Kōrumī Tōnaito) è un anime OAV di genere comico e sentimentale con elementi horror ed ecchi uscito nel 1986. 

## Trama
Alla linea erotica Madonna si presenta la richiesta di aiuto di un giovane che afferma che dopo essersi masturbato si trasforma in un mostro; Rumi Natsumi decide di  accettare l'incarico e si reca divertita e scettica alla tavola calda dove ha appuntamento col ragazzo. Questi, Ryo SUgiura, dopo la provocazione di Rumi, si eccita e si trasforma in una creatura mostruosa, un rettile con tentacoli ed una forza poderosa. La ragazza, ora convinta del disagio del giovane, fugge assieme a lui e, dopo che questi è tornato in sé, gli comunica la sua soluzione: fare abituare Ryo alle cose osé affinché questi possa riuscire a meglio controllarsi.
I due trascorrono la notte nei quartieri a luci rosse della città, tra peep show e film pornografici. Ad avere puntato la coppia vi sono però le due sorelle Nohara: la prima, la muscolosa e mascolina Maki, decisa ad eliminare l'entità bestiale sopita nel giovane, l'altra, la teppista Oyuki, è invece decisa a fare suo Ryo e perciò non esita neanche a seguire Rumi a scuola, dato che l'ha riconosciuta come sua compagna di istituto.
Rumi però non si piega ai ricatti di Oyuki e così viene rapita assieme a Ryo dalla banda capeggiata dalla Nohara. Quando Oyuki tenta di fare violenza al giovane, Ryo si trasforma e, nell'edificio abbandonato in cui si sono appartati, inizia ad inseguire la ragazza, Rumi e i teppisti che avevano tentato di violentare quest'ultima. Solo l'intervento provvidenziale di Maki e del suo compagno Hayata riesce a mettere momentaneamente ko il mostro.
Nel mentre, la mente di Ryo, prigioniera del corpo bestiale, ricorda di essere stato aggredito da un organismo parassita alieno durante un'escursione in montagna. Dopo il fatidico incontro, sono infatti cominciate le trasformazioni. A salvare Ryo è comunque Rumi che, risvegliata la coscienza del ragazzo gli permette di debellare le influenze aliene.
Sere dopo Rumi, ormai lasciatosi alle spalle l'enjo kōsai, passeggia per la città assieme a Ryo e alla coppia Maki-Hayata. La Nohara teppista ormai è diventata un'operatrice della linea Madonna. Proprio quella sera, mentre le due coppie si godono la ritrovata pace, Oyuki, appena iniziato il suo turno, si trasforma in un essere bestiale...

## Personaggi
Rumi Natsumi
Doppiata da Sakiko Tamagawa
Ryo Sugiura
Doppiato da Katsumi Toriumi
Oyuki Nohara
Doppiata da Chie Kōjiro
Maki Nohara
Doppiata da Rumiko Ukai
Hayata
Doppiato da Toshihiko Seki